# Бановські пагорби
Бановські пагорби (Bánovská pahorkatina) — геоморфологічна підодиниця Нітранських пагорбів.. Місце розташування —  округи Бановці-над-Бебравою; Тренчин і Партизанське. Протікають річки Дендеш; Мєзговський потік і Правотицький потік.